# Cerro El Quemado (Lara)
El Cerro El Quemado es una formación de montaña ubicada en el extremo sur del estado Lara, Venezuela. A una altitud promedio entre 2252 m s. n. m. y 2 438 m s. n. m. el Cerro El Quemado es la octava  montaña más alta de Lara.